# John Bolton (homme politique américain)
Pour les articles homonymes, voir John Bolton et Bolton.
John Robert Bolton, né le 20 novembre 1948 à Baltimore (Maryland), est un haut fonctionnaire et homme politique américain.
Proche des néo-conservateurs et président du Gatestone Institute, groupe de réflexion, il est chargé des questions de désarmement par George W. Bush de 2001 à 2005, puis ambassadeur aux Nations unies de 2005 à 2006.
Il est conseiller à la sécurité nationale sous l'administration de Donald Trump entre 2018 et 2019, poste dont il démissionne à la suite de désaccords avec le président.

## Biographie

### Origines et enfance
John Bolton naît dans une famille baptiste modeste de la banlieue de Baltimore, dans le Maryland. Son père est pompier.
Boursier, il étudie au collège semi-militaire de McDonogh, dans le Maryland. À l'âge de 12 ans, il porte l'uniforme.
Dans les années 1970, il sort diplômé en droit de l'université Yale, où il militait chez les jeunes conservateurs. Il est avocat de profession.

### Jeunesse anti-communiste
À 18 ans, il signe un éditorial anti-communiste, « Pas de paix au Viêt Nam », dans le journal de l'école.
Fervent partisan de la guerre du Vietnam, Bolton fait pourtant tout pour échapper à la conscription, rejoignant une unité de la Garde nationale des États-Unis pour éviter d’être envoyé sur le théâtre des opérations.

### Débuts au Parti républicain
En 1981, il rejoint l’administration républicaine de Ronald Reagan, où il fait campagne pour que les États-Unis quittent l'Organisation des Nations unies pour l'éducation, la science et la culture (Unesco) ou pour obtenir l'annulation de la résolution de l'Organisation des Nations unies (ONU) mettant sur le même plan sionisme et racisme. De 1981 à 1983, il travaille pour l'Agence des États-Unis pour le développement international (USAID). De 1985 à 1989, il travaille pour le ministère de la justice.
Sous le mandat de George Bush père, de 1989 à 1993, il est au département d'État, chargé des relations avec les organisations internationales. En 1993, farouche opposant aux missions américaines de maintien de la paix, supervisées ou non par l'ONU, il est un critique virulent de l'intervention humanitaire américaine en Somalie. En 1998, au côté de Richard Perle et d'autres, il est un des signataires de la lettre du Project for the New American Century, appelant Bill Clinton au renversement de Saddam Hussein.
De 1999 à 2001, il sert en position de commissaire à la Commission des États-Unis sur la liberté religieuse internationale.

### Sous la présidence de George W. Bush

#### Influence au sein des néo-conservateurs
Le président George W. Bush le nomme en mai 2001 au département d'État chargé des questions de désarmement. Il y traite notamment des dossiers concernant les programmes nucléaires de la Corée du Nord et de l'Iran, dont il est l'un des principaux avocats du renvoi devant le Conseil de sécurité des Nations unies, en vue de sanctions. En 2002, John Bolton enterre le protocole de vérification de la Convention sur les armes biologiques. En mai 2002, il signe la lettre au secrétaire général de l'ONU, Kofi Annan, indiquant que les États-Unis renoncent à toute participation à la Cour pénale internationale (CPI).
John Bolton est un farouche partisan de la guerre d'Irak et du concept de guerre préventive. C'est à son initiative que José Bustani, directeur général de l'Organisation pour l'interdiction des armes chimiques, est limogé en 2002.

#### Ambassadeur aux Nations unies
Le 7 mars 2005, bien que détracteur de l'ONU, il est choisi comme ambassadeur américain aux Nations unies par le George W. Bush. Mais la confirmation de sa nomination par le Sénat se révèle plus difficile que prévu.
La commission des affaires étrangères ne dégage pas de majorité en faveur de sa nomination et effectue la « recommandation » traditionnelle à l'assemblée plénière du Sénat. Profitant du congé annuel du Sénat et de ses prérogatives constitutionnelles, George W. Bush nomme par décret John Bolton en août 2005. Cette nomination est ensuite bloquée par les démocrates et plusieurs républicains du Sénat durant une année entière. La Maison-Blanche ne pouvant pas accorder un autre mandat provisoire, John Bolton annonce, le 4 décembre 2006, sa démission de son poste d'ambassadeur aux Nations unies. Son départ intervient quelques semaines après la victoire des démocrates au Congrès lors des élections de mi-mandat.
À partir du 8 décembre 2006, l'ambassadeur Alejandro Wolff assure l’intérim du poste d'ambassadeur américain aux Nations unies.

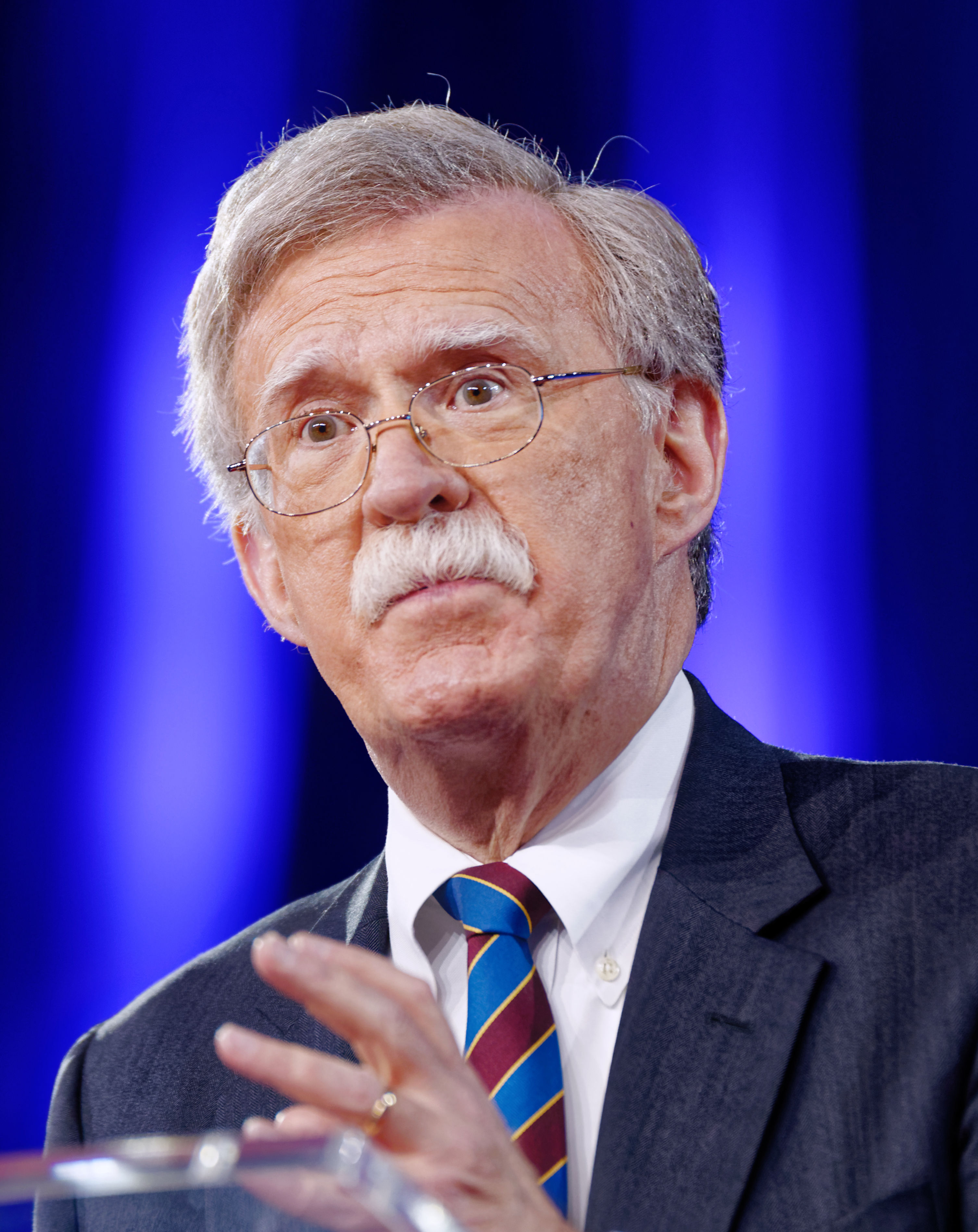

Lors de la préparation du sommet annuel de septembre 2005, où près de 175 chefs d'État et de gouvernement doivent se retrouver au siège à New York pour adopter une déclaration redéfinissant les contours de la réforme de l'organisation, John Bolton met un coup d'arrêt aux travaux de rédaction en cours depuis six mois en présentant deux options consistant à recommencer à zéro ou amender le texte de 36 pages de plus de 700 corrections américaines. Les amendements américains proposés par Bolton se concentrent sur la rationalisation de la bureaucratie de l'organisation, la création d'un Fonds pour la démocratie et sur le remplacement de la Commission des droits de l'homme (discréditée depuis longtemps par la présence en son sein de pays violant ces mêmes droits). John Bolton fait finalement un geste de conciliation en acceptant de voir figurer les Objectifs du millénaire sur l'augmentation de l'aide au développement dans le projet de résolution finale.
Le 5 janvier 2007, le président George W. Bush annonce son remplacement par Zalmay Khalilzad, ambassadeur en Irak.

### Conseiller à la sécurité nationale sous Trump
Le 22 mars 2018, le président Donald Trump le nomme conseiller à la sécurité nationale. Il entre en fonction le 9 avril suivant.
En septembre 2018, à propos d'une éventuelle enquête sur des crimes de guerre présumés commis en Afghanistan, notamment par l’armée américaine, il qualifie la Cour pénale internationale (CPI) d’« inefficace, irresponsable et carrément dangereuse ».
Donald Trump annonce son licenciement le 10 septembre 2019, tandis que Bolton affirme qu'il a lui-même proposé sa démission.

### Activités ultérieures
Bolton publie ses mémoires, The Room Where It Happened, et se montre très critique à l'égard du président Trump. Il dénonce les théories du complot pour renverser les résultats de l'élection présidentielle de 2020.
John Bolton fait plusieurs déclarations spéculant sur une candidature pour l'élection présidentielle de 2024. Finalement, il annonce qu'il votera Dick Cheney, qui n'est pas candidat (write-in),.

## Prises de position
Proche des néo-conservateurs, John Bolton demeure un républicain de droite, nationaliste, proche des options de Dick Cheney. 
John Bolton signe les manifestes sur l'Irak et sur Taïwan (pays avec lequel il signe des liens plus étroits).  
Défenseur exclusif des intérêts américains, hostile aux interventions américaines via l'OTAN dans les Balkans, il désapprouve les interventions humanitaires. Pour lui, le droit international ne serait qu'une vue de l'esprit, puisqu'il n'y a pas de sanctions contre les contrevenants[réf. nécessaire].
Il est décrit comme le représentant d'une approche plus agressive envers la Corée du Nord, dont il serait persuadé qu'elle ne renoncera jamais pacifiquement à l'arme atomique, ou contre l'accord de Vienne sur le nucléaire iranien (2015), qu'il considère comme une « erreur stratégique majeure ».
Il accuse le Venezuela, Cuba et le Nicaragua de constituer une « troïka de la tyrannie » en Amérique latine.
Un de ses livres, intitulé The Room Where It Happened et relatant son passage dans l’administration Trump, est publié à la fin du mois de juin 2020. Un recours judiciaire avait été formé par l’exécutif américain pour tenter d'empêcher sa sortie, le livre étant très critique à l'égard du président,.
Il a pris position à plusieurs occasions en faveur d'une auto-détermination du Sahara occidental,,.

## Publications
- (en) Surrender is not an option : defending America at the United Nations and abroad, New York, Threshold Editions, 2008.
- (en) How Barack Obama Is Endangering Our National Sovereignty, New York, éd. Encounter Books. 2010.
- (en) The Room Where It Happened : A White House Memoir, New York, éd. Simon & Schuster, 2020.